# Enrico Baj
Enrico Baj (Milán, 31 de octubre de 1924 - Vergiate, 15 de junio de 2003) fue un artista italiano y escritor sobre arte. Muchas de sus obras muestran una obsesión con la guerra nuclear. Creó grabados, esculturas, pero especialmente collages. Estuvo próximo a los movimientos surrealista y dadá, y más tarde se relacionó con el arte pop. Como escritor, ha sido descrito como un promotor líder de la vanguardia. Trabajó con Umberto Eco entre otros. Tuvo un largo interés en el movimiento pseudofilosófico llamado patafísica.

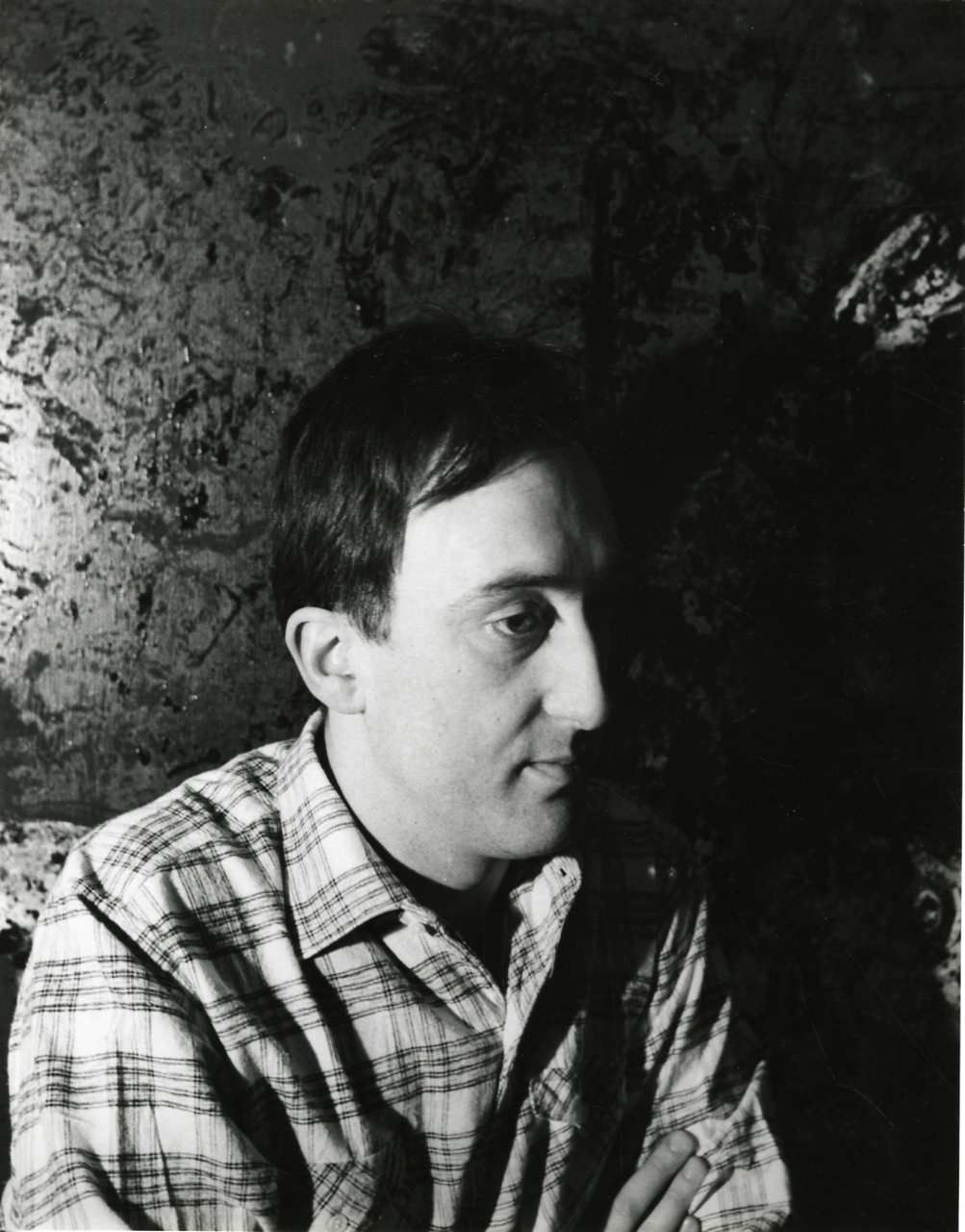
Enrico Baj, 1955.

Nació en el seno de una rica familia milanesa, pero dejó Italia en el año 1944 tras disgustar a las autoridades y para evitar la conscripción. Estudió en la facultad de derecho de la Universidad de Milán y en la Academia de Bellas Artes de Brera.
En 1951 fundó el movimiento arte nuclear con Sergio Dangelo, que a diferencia del arte abstracto era abiertamente político. El propio Baj se alineó con el movimiento anarquista. Sus obras más conocidas son probablemente una serie de «Generales»: personajes absurdos realizados con objetos encontrados como cinturones o medallas.
Hizo numerosas obras usando motivos de otros artistas, desde Leonardo da Vinci a Picasso. A veces recreó obras enteras de otros pintores.
En 1972 la exposición pública de una gran obra, Funeral por el anarquista Pinelli (una referencia a la famosa pintura de Carlo Carrà El funeral del anarquista Galli de 1911) fue prohibida después del asesinato del oficial de policía que se creía responsable de la muerte de Giuseppe Pinelli bajo custodia. Sin embargo, su obra siguió siendo política. En sus últimos años creó una serie de pinturas a modo de protesta por la elección de Silvio Berlusconi. 

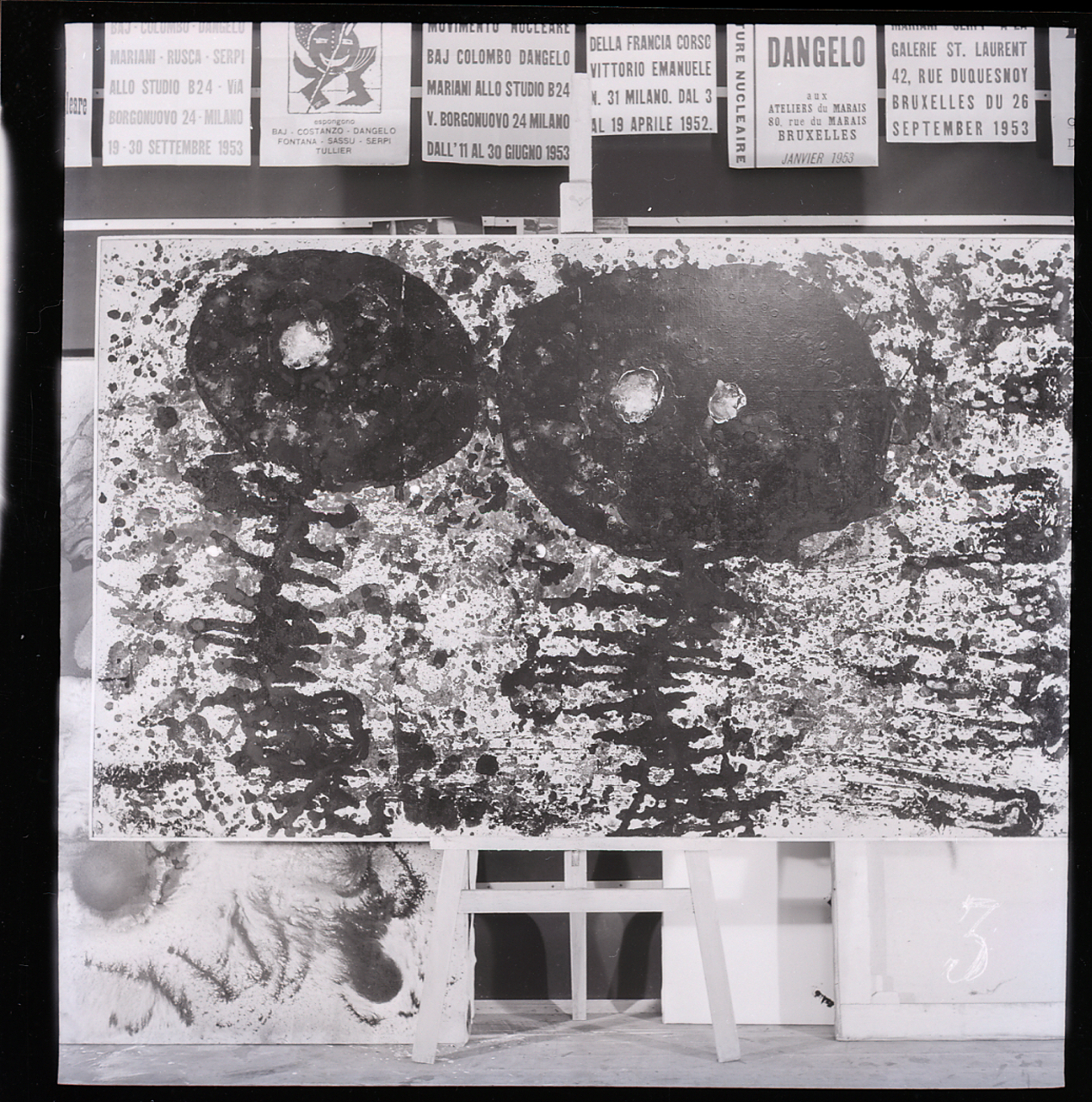

## Obras en castellano
- Enrico Baj, ¿Qué es la ´patafísica?”, Pepitas de Calabaza, Logroño, 2007. Prólogo y epílogo de José Manuel Rojo. ISBN 978-84-935704-0-8
- Virilio, Paul (2010). Discurso sobre el horror en el arte conversación con Enrico Baj. Madrid: Casimiro libros. ISBN 9788493837518.